# Franse filmexpeditie naar Nederlands-Nieuw-Guinea
De Frans-Nederlandse filmexpeditie naar Nederlands-Nieuw-Guinea in 1959-1960 was een tocht van een team Franse filmers en een fotograaf door pas opengelegde maar nauwelijks verkende gebieden van Nederlands-Nieuw-Guinea. Doel van de expeditie was het op film en foto vastleggen van 'onbekende, eeuwenlang onveranderd gebleven culturen in een uithoek van de wereld' voordat die definitief zouden verdwijnen onder invloed van het Westen. De aanleiding tot de tocht waren vrijwel zeker de recente ontdekkingen van de Nederlandse Sterrengebergte-expeditie naar het oostelijke centrale bergland.

## Expeditieleden
De onderneming stond onder leiding van de cineast Pierre-Dominique Gaisseau, de tweede man was regisseur Gerard Delloye.  De twee cameramannen waren Gilbert Sarthre en Jean Bordes-Pagès, de fotograaf was Tony Saulnier. De geluidsman die ook verantwoordelijk was voor de radioverbinding met de buitenwereld was Hervé de Maigret.

## Verkenning van de zuidkust
De Fransen arriveerden eind augustus 1959 in Biak, van waaruit na een kort verblijf verder gevlogen werd naar Merauke in het zuidoosten van het Nederlands gebied. Merauke was het beginpunt van een aparte tocht westwaarts langs de zuidkust met een motorboot van het gouvernement. Het team werd daarbij vergezeld door inheemse politieagenten die onder leiding stonden van de Nederlandse commandant Gerard Beltgens. De expeditie verkende de wilde, modderige kust tussen 
Frederik Hendrikeiland en de rivier de Ewta, het woongebied van de Asmat, koppensnellers waarvan het grootste deel nog niet gepacificeerd was. Ook de monding en benedenloop van een aantal in zee uitstromende rivieren werden een eind opgevaren, in enkele dorpen konden ceremoniën worden vastgelegd die nog niet door westerlingen waren bijgewoond. Zo kon in de jungle het neerhalen en het verslepen van een grote boom worden gefilmd waaruit een bisjpaal ter ere van de doden werd gehakt. Overal werden de expeditieleden gastvrij onthaald en op sommige plaatsen zelfs als 'zonen' geadopteerd, waarbij ze als baby's uit de borst van hun 'moeder' moesten drinken, een rituele handeling die sommigen met grote tegenzin ondergingen. In oktober keerde het gezelschap terug naar de bestuurs- en missiepost Kepi in het binnenland ten noordoosten van Merauke, waar men zich klaar maakte voor de grote tocht door onbekende delen van het bergland, het eigenlijke doel van de expeditie.

## De expeditie landinwaarts
In Kepi werd afscheid genomen van Pagès, die zowel in Merauke als Hollandia het radiocontact met de expeditie ging onderhouden en de droppings van voedsel en eventuele andere benodigdheden zou gaan organiseren. Tevens werd de jonge Nederlandse bestuursambtenaar Jan Sneep verwelkomd. Hij was zojuist terug van de expeditie naar het Sterrengebergte en ging nu als ervaringsdeskundige en vertegenwoordiger van de Nederlandse overheid de Franse expeditieleden vergezellen.
De gehele expeditie naar het bergland bestond nu behalve het Franse team en de Nederlander Sneep uit zestig dragers, twee tolken en vier politieagenten. Doel was om via het rivierenstelsel in het zuidelijke laagland op te varen naar het bergland en dat over te steken naar de Idenburg, een rivier in het noordelijke laagland. Als men daar eenmaal was, dan was ook het doel van de expeditie bereikt en zou men met het vliegtuig naar de bekende wereld terugkeren.
Vijf vlotten, elk bestaande uit aan elkaar gebonden kano's met daarop platte vlonders, werden de Wildeman Rivier opgetrokken door gouvernementsschip Castor, daarna volgde de Eilanden Rivier (tegenwoordig Siretsj geheten) en dan de veel minder goed bevaarbare Kolff Rivier, die in het bergland zijn bron heeft. Vanaf de uitlopers van de eerste steil opgaande bergwanden volgde een zware, soms barre tocht naar de hoge ruggen van de centrale bergkam die op 22 december werden bereikt. Vervolgens ging de tocht vanaf deze waterscheiding via een bergpas verder noordwaarts, maar nu afdalend naar de Idenburg, het einddoel. Op hun tocht ontdekte de expeditie een onbekende rivier, die naar de jongste Nederlandse prinses de Prinses Marijke-rivier werd genoemd. De officiële doopplechtigheid bestond uit een Nederlands en Frans vlaggetje die met een handgeschreven oorkonde in een lege medicijnfles langs de oever van de rivier werden begraven. Vanuit de lucht, door de vliegers die ook regelmatig de droppings verzorgden, kregen de expeditieleden aanwijzingen over de best te volgen route. Op 21 februari werd, na doorstane ontberingen als zware vermoeidheid, honger, ijzige kou en vocht de brede Idenburg bereikt waar een watervliegtuig van het Nederlandse gouvernement was geland om het uitgeputte gezelschap te begroeten. Saulnier, Sarthre en Delloye, die het zat waren - de tocht duurde veel langer dan gepland - en bovendien door lichamelijke mankementen waren verzwakt, werden teruggevlogen naar Hollandia. Ook Sneep moest stoppen, hij leed sinds een week aan geelzucht. Gaisseau en De Maigret vervolgden de tocht door zich met vlotten de rivier af te laten zakken. Uiteindelijk volgde het weerzien met iedereen in Hollandia. De zieke Delloye was dan al naar Frankrijk vertrokken.
De expeditie is succesvol geweest: men heeft vreedzaam contact gemaakt met veel geïsoleerde Papoea-groepen, die voor het eerst werden geconfronteerd met buitenstaanders, en van hen en hun omgeving films en duizenden foto's gemaakt. De tocht heeft echter aan drie Papoea-dragers van het Muyu-volk het leven gekost. De lichamen konden niet worden geëvacueerd en werden in de jungle begraven.

## Documentaire
In 1961 won Le Ciel et la Boue, Gaisseau's documentaire van deze zeven maanden durende tocht een Academy Award voor Beste Documentaire tijdens het Filmfestival in Cannes. De film werd ook uitgebracht in een Engels ondertitelde versie als The Sky Above –The Mud Below.